# Преображенка (Пологівський район)
Преобра́женка — село в Україні, в Пологівському районі Запорізької області. Населення становить 3379 осіб (2001).

## Географія
Село Преображенка знаходиться на правому березі річки Кінська, нижче за течією, на відстані 8 км, розташоване село Таврійське, на протилежному березі, розташовано місто Оріхів. До обласного центру — 56 км. Через село проходять автомобільні дороги Н08 та Т 0408. На відстані 4 км від центра села знаходиться залізнична колія «Запоріжжя-2—Пологи» із станцією Оріхівська. Площа населеного пункту складає — 629,2 га. Середня висота над рівнем моря — 61 м. На території села знаходиться занедбане козацьке кладовище та ботанічний заказник — Урочище Преображенське

## Історія
Назва села походить від церкви Преображення Господнього (кін. XVIII-го століття). Народна назва — «Литовське», можливо, на цьому місці була частина Микитинської фортеці, а на кордоні служили солдати-литовці.
Навесні 1772 року в балці Карпатій, військовий старшина Калина (Калиник) Лисько заснував великий зимівник і влаштував декілька землянок і мазанок. Кінська була тоді повноводною річкою. Восени 1772 року, Лисько запросив з Батурина, Чернігівської губернії рідних і знайомих з сім'ями. В 1774 році до балки Карпатої, у зимівник Лиська, прибуло декілька сімейств — рідні та знайомі солдат і арештантів-колодників, які працювали в Микитинській фортеці. В 1775 році, після ліквідації Запорізької січі, до Лиська приєдналося ще декілька козаків-запорожців — його старих знайомих.
Лисько збудував у своєму зимівнику каплицю на чолі з ієромонахом Самарського монастиря. Після приєднання Криму до Російської імперії, правління Катеринославського намісництва, заселяючи родючі землі, по річках Кінській та Гайчурі, присвоїло зимівнику Лиська, статус державної слободи. Задоволені цим рішенням мешканці балки Карпатої, задля скорішого заселення слободи влаштували збірну хату та обзавелися домівками і садибами. Землі було багато. Проте біднота не могла брати великі ділянки, бо не мала чим сплачувати оброк. Землю не орали, а використовували під випас овець. Лише згодом почало переважати землеробство.
У 1793 році згадується як державна слобода з 47 дворами і 414 жителями.
В 1795 році населення почало клопотання про будівництво в слободі церкви в ім'я Преображення Господнього. Згідно бажанню суспільства і рішенням сільської збірної хати, уповноважені від товариства: староста Григорій Телбух, селяни Ілля Горбачов, Афанасій Ткаченко, Ігнат Рябченко та інші, по керівництву Богословської церкви при Микитинській фортеці, дворянина Феодора Сіцького, через Межову Експедицію, відмежували із громадської землі, при річці Жеребець, 120 десятин землі для причту майбутньої церкви. Формальною заявою від 1 травня 1796 року, представники слободи просили віце-губернатора Катеринославського намісництва Дмитра Степановича Казинського виклопотати їм у преосвященного Гавриїла, митрополита Катеринославського, дозвіл і благословення влаштувати в слободі церкву. З приводу цього прохання, віце-губернатор Казинський у своєму листі, від 1 травня 1796 року, до преосвященного Гавриїла писав:
«Новомосковскаго уѣзда новозаселяемаго казеннаго селенія Преображенскаго общество воинскихъ поселянъ, въ поданномъ мнѣ прошеніи изъясняя, что въ означенномъ селеніи состоитъ дворовъ до ста пяти, въ нихъ муж. 329 и жен. 282 души, но по неимѣнію церкви, нуждаются жители въ исполненіи христіанскихъ обрядовъ; почему и намѣрены они выстроить деревянную церковь во имя Преображенія Господня, для чего собрали уже наличныхъ денегъ до восьми сотъ рублей, и потребные на построеніе церкви матеріалы изготовлены,—просятъ на построеніе означенной церкви испросить у Вашего Преосвященства благословеніе. Я, препровождая при семъ оное воинскихъ поселянъ прошеніе въ оригиналѣ и планъ отмежеванной изъ округи того села земли для довольствія священно и церковнослужителей, Вашего Высокопреосвященства покорнѣйше прошу о построеніи означенной въ слободѣ Преображенской церкви во имя Преображенія Господня преподать Ваше архипастырское благословеніе».
Згідно з цим повідомленням, преосвященний Гавриїл резолюцією від 7 травня 1796 року дозволив влаштувати в державній слободі церкву. 8 травня 1796 року указ було відправлено з Катеринославської духовної консисторії до Павлоградського духовного правління. 1 березня 1797 року диякона казенного поселення Кам'янки Новомосковського повіту Павла Дуброва було відправлено в слободу Преображенку на будівництво церкви.
Рапортом від 15 жовтня 1797 року Павлоградське духовне правління повідомило преосвященному Гавриїлу:
«Сего октября 13-го дня въ сіе духовное Правленіе Новомосковскаго уѣзда второй части благочинный, священникъ Іаковъ Бѣлый репортомъ представилъ, что части его въ селеніи Преображенскомъ церковь строеніемъ вновь пришла въ совершенное окончаніе, и къ освященію оной препятствія не имѣется, при чемъ приложилъ и учиненную имъ, благочиннымъ, имѣющимся въ той вновь выстроенной церкви утварямъ и ризницѣ церковной опись. Для того Вашему Высокопреосвященству Павлоградское духовное Правленіе благопочтеннѣйше, съ приложеніемъ учиненной благочиннымъ Бѣлымъ описи, на архипастырское благоразсмотрѣніе при семъ представляетъ и покорнѣйше проситъ о освященіи оной церкви резолюціи.»
На основі цього рапорту преосвященний Гавриїл резолюцією від 27 жовтня 1797 року дозволив і благословив протоієрею Крупянському освятити в слободі Преображенці новозбудовану Преображенську церкву і дозволив видати для цього освячений антимінс. Того ж, 27 жовтня 1797 року, з похідної контори преосвященного про це був відправлений указ до Павлоградського духовного правління; а 3 листопада 1797 року Новомосковський протоієрей Феодор Крупнянський освятив новозбудовану церкву.
Селянська біднота потерпала від частих неврожаїв, які були наслідком посух, примітивного обробітку ґрунту. Від голоду й епідемій та інших хвороб вмирало багато жителів, особливо дітей. Так, серед тих, хто померли 1810 року, було 82,7 % малят до 5 років. У зв'язку з періодичними посухами і голодом в сусідньому Оріхові було збудовано запасну хлібну крамницю. Але і її запасів не вистачало на всіх голодуючих.
В 1843 році в Преображенку переселилися 17 сімей «з числа західних однодвірців». В перепису 1850 року (113 імен членів сімей цих переселенців) вказано, що вони переселилися з Київської губернії.
В 1846-1849 рр. Преображенку охопила епідемія цинготної хвороби, у результаті якої померло приблизно в 9 разів більше людей, ніж їх помирало в благополучні роки.
З кожним роком зменшувалися наділи землі. Якщо за переділом общинної землі 1848 року на ревізьку душу припало по 10 десятин, то вже 1858 року — тільки по 5,5 десятини.[джерело?] Наділи нарізалися з основного земельного масиву, а 3350 десятин вважалися запасними і використовувалися під луки. Проте вже наступного десятиріччя через нестачу землі ця ділянка степу була також переділена з розрахунку — 3 десятини на ревізьку душу.[джерело?]
Після реформи 1861 року державних селян примусили викуповувати землю. Дедалі збільшувалися податки. Річні платежі на ревізьку душу становили 13,1 карбованця.[джерело?] Наприкінці, XIX ст. земська управа м. Оріхова заявила селянам, що їхні землі належать не поземельним общинам, а міській управі, і під загрозою виселення примусила сплачувати т. зв. квартирний податок, а також по 3 копійки за 5 відер води.[джерело?] Бідняцькі селяни мусили здавати свої наділи повністю, або частково, в оренду, працездатні чоловіки йшли у найми, або на сезонні чи постійні роботі.[джерело?] За наступні 20 років внаслідок кількох переділів, наділи на наявну чоловічу душу зменшилися до 3,7 десятини. Через нестачу землі, брак тягла та реманенту, а також часті неврожаї ще більше зубожіли бідняки, зміцніла куркульська верхівка.[джерело?]
В 1913 року в Преображенці проживало 5836 чоловік.
Коли почалася громадянська війна, місцева буржуазія, дворянство, чиновники організували маніфестацію, виступали з патріотичними гаслами.[джерело?] Але на фронт вони не поспішали. Туди відправляли одягнених у сірі шинелі селян і робітників. У 1915-1916 рр. на околицях села був розквартирований 48-й запасний полк, сформований з сербів, що перейшли на бік Росії з австро-угорської армії. Пізніше значна частина солдатів цього полку візьме активну участь у боротьбі за радянську владу. Решту було розброєно і розпущено.[джерело?]
Дізнавшись про перемогу Лютневої революції і повалення самодержавства, робітники і селяни вийшли на демонстрації, вимагаючи припинення війни, передачі підприємств і земель в руки народу.[джерело?] Але буржуазія, яка захопила владу і створила т. зв. громадський комітет, повністю підтримувала політику Тимчасового уряду. Поряд з комітетом продовжували діяти міська дума і всі волосні земські установи. Навіть міліція, організована замість ліквідованої поліції, комплектувалася з колишніх поліцейських.[джерело?]
У грудні 1917 році в селі Преображенка утворилась більшовицька організація під керівництвом Захарченка, членами якої були Авраменко Г. І., Палубінський Т. В., Коломієць Н. А. та інші.[джерело?] Проте, через шкідницьку діяльність радянській владі склад ревкому 1 лютого 1918 року було оновлено. Його ядром стали робітники С. Овчаренко, С. Василина, Г. Зубков, М. Коба, Г. Чухрій, а також селяни-бідняки Л. Робота, П. Пушкар й інші.[джерело?] Головою було обрано чорноморського матроса-революціонера В. Вакуленка.[джерело?] В січні 1918 року в селі була встановлена радянська влада.[джерело?]
8 квітня 1918 року Преображенку захопили австро-німецькі війська. Разом з гайдамаками[джерело?] вони пограбували населення[джерело?], заарештували 14 членів ревкому і відправили до табору для полонених. Ревкомівці повернулися лише наприкінці 1918 року, коли в селі було відновлено радянську владу.
У другій половині січня 1919 року в село вдерлися білогвардійці з денікінського корпусу генерала Тілло.[джерело?] Але вже 4 лютого червоноармійці з групи Павла Дибенка після 6-годинного бою визволили територію села.[джерело?] Вийшов з підпілля ревком. У середині лютого відновила діяльність більшовицька партійна організація, що складалася з 15 комуністів. Парткомітет і ревком створили загін самооборони, що захищав село від махновців.[джерело?] На початку березня 1919 року ЦК КП(б)У направив до Оріхова свого представника Я. Давидовича.
В середині червня 1919 року Преображенку захопили денікінці.[джерело?] Знову почалися жорстокі розправи над мирним населенням, грабежі, мобілізації чоловіків до «білої» армії.[джерело?] На початку січня 1920 року бійці 46-ї стрілецької дивізії 14-ї армії визволили село від ворога. Спираючись на допомогу армійців, ревком допоміг селянам провести весняні польові роботи, організував колективне збирання врожаю, яке пройшло успішно.[джерело?]
У липні 1920 року воєнні дії точилися на прилеглих територіях села і міста. Проти знекровлених частин 13-ї стрілецької та 2-ї кінної армій Врангель кинув свіжі сили: кінну дивізію з корпусу генерала Бабієва, Дроздовську піхотну дивізію, багато броньовиків, гармат та кулеметів.[джерело?] Вночі 26 січня ворог захопив місто та прилеглі села.[джерело?] Територія села постійно переходила до рук, то однієї, то іншої сторін. Лише 27 жовтня частини 4-ї армії остаточно визволили село від білогвардійців.[джерело?]
У першій половині грудня 1920 року частини Червоної Армії вели бойові дії проти махновців.[джерело?] До середини 1922 року з бандитизмом у районі було покінчено.[джерело?] Селяни отримали 645 тис. карбованців матеріальної допомоги.[джерело?] Почалося відновлення села, яке тривало до 1924 року.[джерело?]
Весняна сівба 1921 року пройшла більш-менш задовільно.[джерело?] Але через посуху майже весь хліб згорів на корню.[джерело?] Основна маса населення не мала ніяких продовольчих запасів.
В 1926 році головою сільської ради був Осауленко Петро.[джерело?] Він був першим організатором колгоспу на селі. В 1926-1929 рр. в Преображенці було створено колгоспи «Боротьба», «Диктатура» та «Червоний гай».[джерело?]  В 1929 р. головою сільської ради став Палубінський Василь Тихонович.[джерело?]
На 1932 рік на території села було вже 5 колгоспів. Під час організованого радянською владою Голодомору 1932—1933 років померло щонайменше 283 жителі села.
У кінці вересня 1941 р. село було окуповане фашистами. Було створено партизанський загін із 76 чоловік. До Німеччини було вивезено 240 чоловік. Були спалені житлові будинки, школа, бібліотека, магазин, колгоспна комора, вигнані з села 200 колгоспників.
На початок Німецько-радянської війни до лав радянської армії було мобілізовано 690 жителів Преображенки. Усього на фронтах Німецько-радянської війни на боці СРСР воювало 936 жителів села, з них 819 удостоєні орденів і медалей СРСР. Подвиги односельця, льотчика-винищувача І. Н. Ємельяненко, який захищав Ленінград, відзначені 20 бойовими нагородами, у тому числі Орденом Леніна і чотирма орденами Червоного Прапора.
19 вересня 1943 року частини 31-го гвардійського стрілецького корпусу 5-ї ударної армії Південного фронту звільнили село від німецьких військ.[джерело?] Саме цього дня відзначається День села. В бою, що точився цілу добу загинуло понад 600 бійців та офіцерів Червоної Армії.
У Преображенці є братська могила, у якій поховані 43 радянських воїна, загиблих при звільненні села восени 1943 р, і комісар Р. Т. Василенко (загинув в бою з врангелівцями в жовтні 1920 г.). Споруджено пам'ятник 139 загиблим воїнам-односельчанам.
Після війни почалося відновлення села. Значно швидше пішла відбудова села після переможного завершення Німецько-радянської війни, коли посилилася допомога від держави та повернулися з армії вчорашні воїни.[джерело?] Багато фронтовиків поїхало до Запоріжжя і взяло участь у відродженні Дніпрогесу. За той час колгоспи освоїли всі посівні площі, а врожайність зернових досягла 15-17 центнерів з гектару.[джерело?]
У наступні роки було споруджено дві восьмирічні школи (32 вчителя та 404 учня); районне міжгосподарське підприємство по виробництву свинини «Прогрес»; державне автотранспортне підприємство; консультаційний пункт районної заочної середньої школи; будинок культури з залом на 200 місць; 5 бібліотек з книжковим фондом 25 705 примірників; фельдшерсько-акушерський пункт; двоє дитячих ясел і дитячий сад; 6 магазинів; кафе; комплексно-приймальний пункт РАЙПОБУТКОМБІНАТ; відділення зв'язку; ощадкаса.[джерело?]
26 березня 2006 року сільським головою села було обрано Ревуцького Івана Михайловича.[джерело?]
В 2010-2012 рр., 2014 році та 2016 році на території села проводилися змагання з мотокросу, чемпіонати України з цього виду спорту. На сьогодні, через відсутність спонсора для проведення змагань траса занедбана.
25 жовтня 2015 року була утворена Преображенська сільська об'єднана територіальна громада, відповідно до Закону України «Про добровільне об'єднання територіальних громад» шляхом добровільного об'єднання територіальних громад сіл 5 сільських рад: Преображенської, Омельницької, Новоселівської, Микільської, Вільнянської шляхом приєднання до Преображенської сільської ради.
26 червня 2019 року на території села, на березі річки Кінська, було встановлено Меморіальний хрест захисникам українських земель усіх часів.
З 1 листопада 2010 року по цей час сільським головою села є Сідун Володимир Анатолійович.

### Сучасність
Починаючи з березня 2022 року, Преображенка (розташована зовсім поруч з Оріховом) стала прифронтовим селом, і потерпає від постійних обстрілів з боку російських військ.
Армія РФ використовує міномети, гради, урагани, артилерію та авіацію.
12 березня 2022 року о 13:14 на вул. Жуковського внаслідок обстрілу відбулося загоряння господарчої споруди на площі 16 кв.м.
16 березня 2022 року село зазнало ракетного обстрілу, а три осколкових влучення від снарядів пошкодили газопровід.
10 травня 2022 року російський снаряд влучив у приватний будинок. 30-річна й 66-річна жінки отримали тяжкі поранення, а 40-річний чоловік отримав уламкове поранення правої гомілки.
Вночі 24 червня 2023 року Пологівський район став мішенню, було здійснено 71 обстріл по 23 населених пунктах. Під час обстрілів 85-річна жителька Преображенки отримала травми та була доставлена в лікарню.
11 серпня 2023 року двоє осіб, жителі сіл Преображенка та Мала Токмачка, отримали поранення.
20 листопада 2023 року в селі внаслідок російських обстрілів сталася пожежа в житловому будинку.
Джерела
- Ворог пошкодив газопровід на Запоріжжі, спалахнула пожежа – ОВА // 17.05.2022 09:07
- Нічні обстріли в Пологівському районі: руйнування та постраждалі від атак // 25 червня 2023 11:25
- Минулої доби окупанти обстріляли декілька населених пунктів на Запоріжжі: є загиблі й тяжко поранені // 11.05.2022 | 08:43
- У селі Преображенка під Оріховом був ракетний обстріл: пошкодили газопровід // 16 березня 2022
- Головне управління ДСНС України у Запорізькій області // 12 березня 2022
- Росіяни вчергове обстріляли Преображенку. Як виглядає село в Запорізькій області після російських обстрілів - фото // Антоніна Фролова | 05 квітня 2023, 11:32

## Населення

### Мова
Розподіл населення за рідною мовою за даними перепису 2001 року:
| Мова            | Кількість | Відсоток |
| --------------- | --------- | -------- |
| українська      | 3457      | 93.18%   |
| російська       | 243       | 6.55%    |
| білоруська      | 5         | 0.13%    |
| гагаузька       | 1         | 0.03%    |
| інші/не вказали | 4         | 0.11%    |
| Усього          | 3710      | 100%     |

## Соціальна сфера

### Освіта
Наприкінці 80-х років XX століття виникла потреба побудови в селі Преображенка середньої школи. В 1990 році закінчилось будівництво шкільної споруди.
31 січня 1991 року відбулось злиття Преображенської ВШ № 1 та ВШ № 2 — утворено Преображенську середню школу. Директором новоутвореного навчального закладу призначено Дмитренка Павла Олексійовича.
В 2001 році директором Преображенської середньої школи І-ІІІ ступенів призначено Середу Сергія Васильовича. У вересні цього ж року навчальний заклад змінив свій статус — Преображенський навчально-виховний комплекс «Школа-дитсадок».
В грудні 2002 року в зв'язку з переходом Середи С. В. на посаду завідувача Оріхівського районного відділу освіти, директором Преображенського НВК призначено Дудніченка Віктора Анатолійовича, який очолював заклад до 2016 року.
30 травня 2016 року Преображенський навчально-виховний комплекс «Школа-дитсадок» змінив назву на "Навчально-виховний комплекс «Основа» Преображенської сільської ради.
З 27 вересня 2016 року директором школи є Дяченко Світлана Михайлівна.
Кількість учнів — 239, персонал налічує 47 чоловік, з яких 29 — педагоги.
В 1970 році було збудовано дитячий садок. Очолила перший колектив Іщенко М. О. З 2006 року обіймає посаду завідувача закладу Бондаренко Галина Михайлівна. Кількість дітей — 100. На сьогодні колектив дошкільного підрозділу «Ромашка» Преображенської сільської ради налічує 21 людину, із яких 19 — педагоги.
У 2017 році відкрито перший клас та групу інклюзивної освіти для дітей з вадами здоров'я в опорній школі та дошкільному підрозділі.

### Заклади культури
Преображенською сільською радою у 2017 році створено комунальний заклад «Преображенський інформаційно-просвітницький центр культури і дозвілля» Преображенської сільської ради Оріхівського району Запорізької області. На території села діють Преображенський сільський будинок культури на 160 місць та Преображенська сільська бібліотека. Обсяг книжкового фонду — 9 тис. одиниць.
При Преображенському сільському будинку культури працюють танцювальний гурток та гурток декоративно-прикладного мистецтва.

### Охорона здоров'я
Медичне обслуговування населення села здійснюється комунальним закладом «Центр первинної медико-санітарної допомоги» Преображенської сільської ради Оріхівського району Запорізької області, до складу якого входять фельдшерський пункт та амбулаторія.

## Відомі люди
- Ратушна Галина Єлисеївна — депутат Верховної Ради УРСР VII—X-го скликання.
- Наранович Віктор Іванович — головний інженер колгоспу, кавалер орденів Трудового Червоного Прапора і «Знак Пошани».
- Федоренко Микола Прокопович[ru] — член-кореспондент АН СРСР, лауреат Ленінської і Державної премій, кавалер орденів Леніна, Жовтневої Революції і Трудового Червоного Прапора.
- Сергієнко Павло Архипович — оперний співак, працював у оперному театрі у Петербурзі, зробивши блискучу кар'єру. Співав у опері Сергія Зіміна, в «Народній опері» Москви, в ансамблі «Червоноармійської пісні й танцю», пізніше — в московському ансамблі «Червона зірка».
- Панченко П. М. — доктор медичних наук.